# 黔明寺
黔明寺（けんめいじ）は、中華人民共和国貴州省貴陽市南明区にある仏教寺院。

## 歴史
黔明寺は明末に建立された。現寺は清の乾隆36年（1771年）の所建である。
1932年、広妙は住職を担当しました。黔明寺の名称を回復した。
1946年、広妙が死去した後、続寬が住職を引き継いだ。
1981年に貴陽市の保護単位となり、1983年に貴州省文物保護単位に指定された。1983年、中華人民共和国国務院は仏寺を漢族地区仏教全国重点寺院に認定した。

## 伽藍
山門、大雄宝殿（本堂）、鐘楼、鼓楼、蔵経楼、法堂、客房、僧房